# Sesto Campano
Sesto Campano é uma comuna italiana da região do Molise, província de Isérnia, com cerca de 3.094 habitantes. Estende-se por uma área de 36 km², tendo uma densidade populacional de 86 hab/km². Faz fronteira com Ciorlano (CE), Mignano Monte Lungo (CE), Pratella (CE), Presenzano (CE), Venafro.

## Demografia
| Variação demográfica do município entre 1861 e 2011                               |
|                                                                                   |
| Fonte: Istituto Nazionale di Statistica (ISTAT) - Elaboração gráfica da Wikipedia |